# Luxembourg Air Rescue
 (juillet 2024).
La mise en forme du texte ne suit pas les recommandations de Wikipédia : il faut le « wikifier ».
Les points d'amélioration suivants sont les cas les plus fréquents. Le détail des points à revoir est peut-être précisé sur la page de discussion.
- Les titres sont pré-formatés par le logiciel. Ils ne sont ni en capitales, ni en gras.
- Le texte ne doit pas être écrit en capitales (les noms de famille non plus), ni en gras, ni en italique, ni en « petit »…
- Le gras n'est utilisé que pour surligner le titre de l'article dans l'introduction, une seule fois.
- L'italique est rarement utilisé : mots en langue étrangère, titres d'œuvres, noms de bateaux, etc.
- Les citations ne sont pas en italique mais en corps de texte normal. Elles sont entourées par des guillemets français : « et ».
- Les listes à puces sont à éviter, des paragraphes rédigés étant largement préférés. Les tableaux sont à réserver à la présentation de données structurées (résultats, etc.).
- Les appels de note de bas de page (petits chiffres en exposant, introduits par l'outil «  Source ») sont à placer entre la fin de phrase et le point final[comme ça].
- Les liens internes (vers d'autres articles de Wikipédia) sont à choisir avec parcimonie. Créez des liens vers des articles approfondissant le sujet. Les termes génériques sans rapport avec le sujet sont à éviter, ainsi que les répétitions de liens vers un même terme.
- Les liens externes sont à placer uniquement dans une section « Liens externes », à la fin de l'article. Ces liens sont à choisir avec parcimonie suivant les règles définies. Si un lien sert de source à l'article, son insertion dans le texte est à faire par les notes de bas de page.
- La présentation des références doit suivre les conventions bibliographiques. Il est recommandé d'utiliser les modèles {{Ouvrage}}, {{Chapitre}}, {{Article}}, {{Lien web}} et/ou {{Bibliographie}}. Le mode d'édition visuel peut mettre en forme automatiquement les références.
- Insérer une infobox (cadre d'informations à droite) n'est pas obligatoire pour parachever la mise en page.

Pour une aide détaillée, merci de consulter Aide:Wikification.
Si vous pensez que ces points ont été résolus, vous pouvez retirer ce bandeau et améliorer la mise en forme d'un autre article.
Le Luxembourg Air Rescue (abbrévié LAR) est une association privée luxembourgeoise œuvrant dans le sauvetage aérien par hélicoptère, le transport médical par avion et le soutien  humanitaire,,.
Elle est basée à Luxembourg-Ville, sur le site de l'aéroport de Luxembourg-Findel.

## Organisation

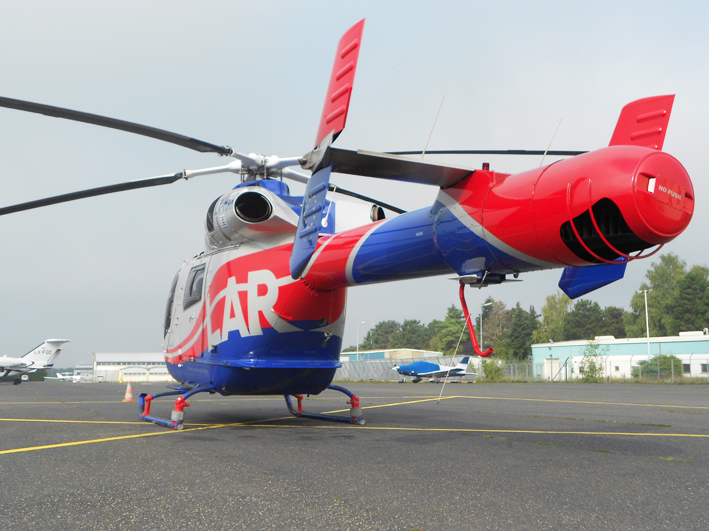
Hélicoptère MD902

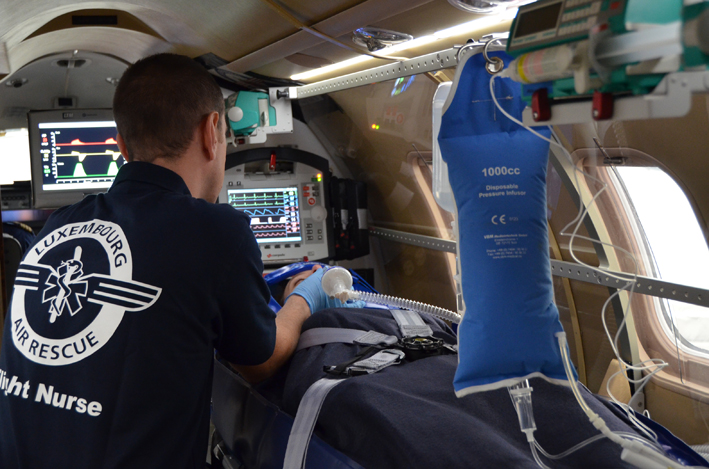
Rapatriement avec un avion sanitaire du type LearJet 45XR

Les hélicoptères de sauvetage du Luxembourg Air Rescue sont intégrés au service de secours national SAMU, pour les opérations de sauvetage d’urgence leurs bases de l’aéroport de Luxembourg-Findel et d'Ettelbrück. Ils peuvent également intervenir hors du territoire grand-ducal, notamment dans les « Länder » allemands de Rhénanie-Palatinat et de la Sarre ainsi qu'en Belgique. Outre l'aspect d'aide médicale urgente et de sauvetage, les hélicoptères effectuent également des missions de transport médical secondaire, c’est-à-dire pour des vols de transfert d’un patient d’un hôpital à un autre, au Luxembourg ou à l’étranger.
Le Luxembourg Air Rescue dispose également d'avions sanitaires sur sa base du Findel, équipés pour être utilisés de jour comme de nuit, sur moyennes et longues distances dans le cadre de transport médicalisé de patient par avion. Ils peuvent également procéder à des rapatriements depuis l’étranger de personnes malades ou accidentées.

## Historique

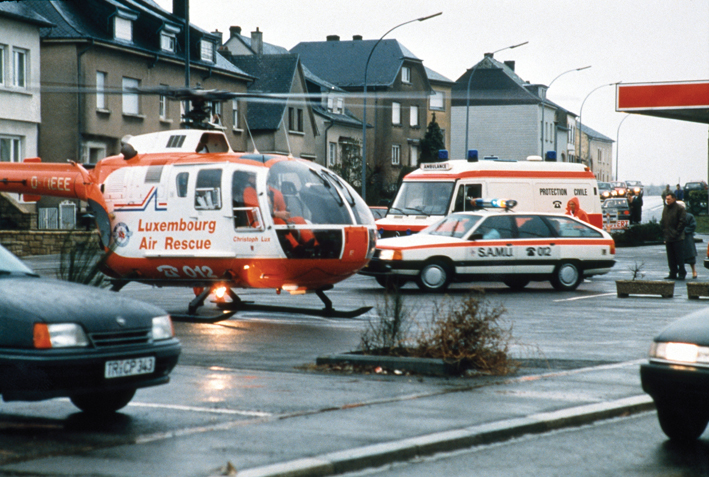
Intégration d’Air Rescue dans le service de secours luxembourgeois

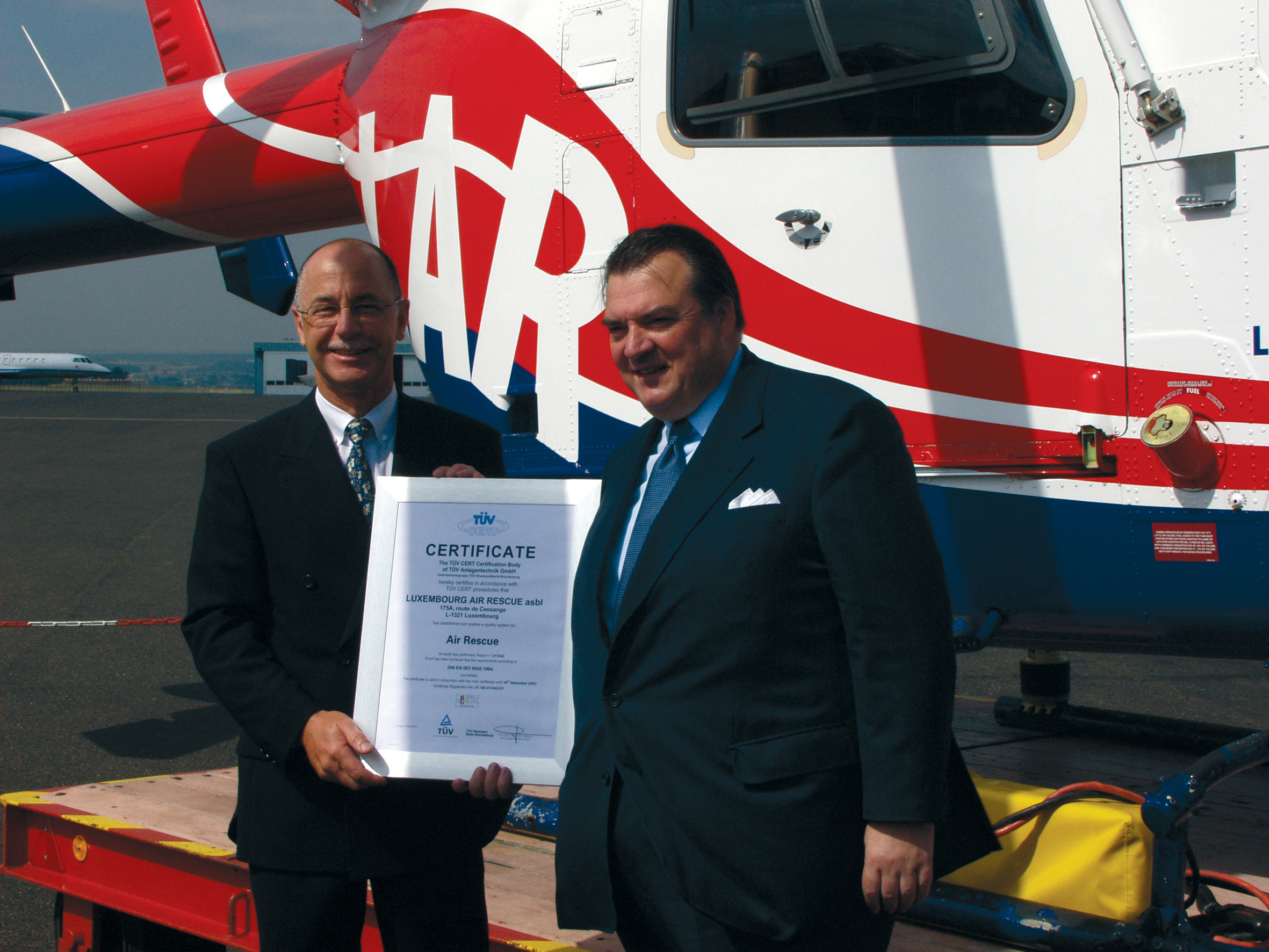
Certificat ISO

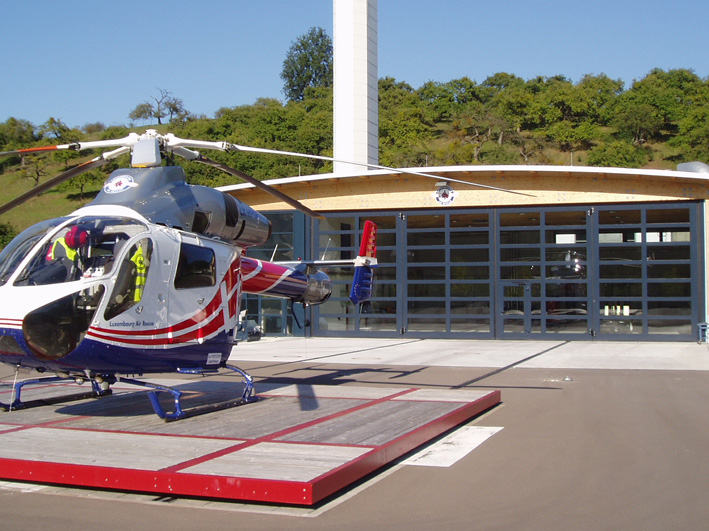
Inauguration du nouveau hangar à Ettelbruck

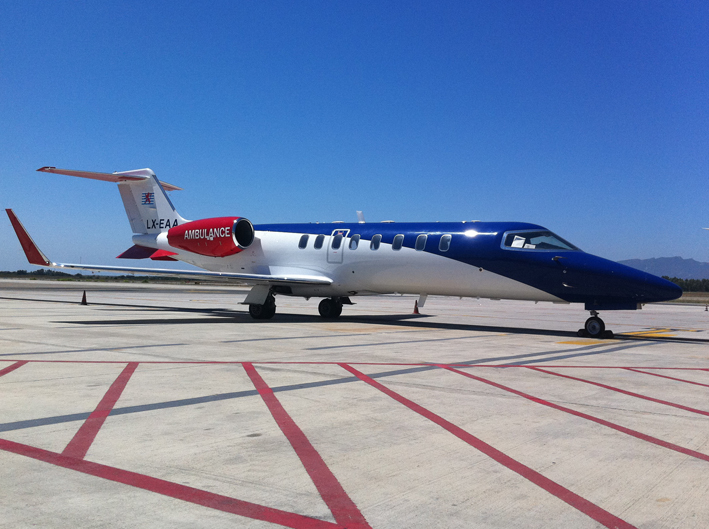
Le nouvel avion sanitaire LearJet 45XR

1er mars 1989
Luxembourg Air Rescue présente son premier hélicoptère. Le jour-même, le Bell B 206 Long Ranger vole sur sa première mission. Cependant, Air Rescue n’a le droit que de voler sur des missions inter-hospitalières.
15 juin 1989
Reconnaissance d’utilité publique par arrêté grand-ducal de la Fondation Luxembourg Air Rescue.
9 juillet 1990
Le vicaire général Mathias Schiltz est nommé Président de la Fondation Luxembourg Air Rescue.
15 mai 1991
Changement de flotte: Le nouvel hélicoptère BO 105 CBS à deux turbines remplace la Bell Long Ranger à une turbine.
1er novembre 1991
Grâce à une convention avec le ministre de l’Intérieur, l’intégration d’Air Rescue dans le service de secours luxembourgeois SAMU est réalisée.
Avril 1995
Le Grand-Duc héritier Henri assume le haut patronage de Luxembourg Air Rescue.
Avril 1995
Mise en service d’un hélicoptère supplémentaire du type Aérospatiale AS350 Écureuil. L’Écureuil, stationné au Findel, est uniquement utilisé pour des vols secondaires (transferts d’un hôpital vers un autre).
Mai 1995
Adaptation des opérations d’Air Rescue aux conditions de la réglementation internationale JAR OPS 3.
19 juillet 1996
Ouverture de la deuxième base Air Rescue. Cette base à Ettelbruck permet au SAMU de joindre chaque point du pays dans les 10 minutes.
19 juillet 1996
Mise en service d’un hélicoptère MD 900 Explorer, le premier de ce type en Europe. Il se caractérise par une révolution technologique: l’effet anti-couple étant produit par de l’air comprimé, cet hélicoptère fonctionne sans rotor arrière, réduisant ainsi le risque d’accident de manière non négligeable.
Septembre 1998
Mise en service du premier avion sanitaire, un Mitsubishi MU-2, permettant d’effectuer en régie propre des rapatriements de membres malades ou blessés de l’Europe et de l’Afrique du Nord.
Mars 1999
Changement de flotte: après 8 ans de service auprès d’Air Rescue, le BO 105 est remplacé par un deuxième hélicoptère du type MD 900 Explorer.
Avril 1999
En collaboration avec Caritas International, Air Rescue amène, par le biais de son avion sanitaire, une tonne de médicaments de nécessité d’urgence dans un camp de réfugiés au Kosovo.
Novembre 1999
En vertu des rapatriements nombreux dans des pays de plus en plus lointains, Air Rescue met en service un deuxième avion sanitaire du type LearJet 35A immatriculé LX-ONE.
Mars 2000
Air Rescue modernise sa flotte d’avions sanitaires et échange son Mitsubishi MU2 contre un Beechcraft King Air B200 (LX-DUC).
1er janvier 2001
LAR met en service un hélicoptère MD 900 Explorer pour les besoins et aux frais de la Police grand-ducale.
9 juillet 2002
Au niveau mondial, Luxembourg Air Rescue est la première organisation de sauvetage aérien à obtenir le certificat ISO 9001 pour tous ses domaines d’activité.
Septembre 2002
Signature solennelle d’une charte de qualité par les cinq organisations européennes les plus importantes dans le domaine du rapatriement sanitaire aérien: REGA (CH), DRF (D), ADAC (D), Tyrol Air Ambulance (de) (A) et LAR (L).
Octobre 2002
Élargissement de la flotte: afin de garantir le sauvetage aérien continu durant les intervalles de maintenance, Air Rescue acquiert un 3e hélicoptère du type MD 900 Explorer servant comme machine de remplacement.
Juillet 2003
Mise en service d’un deuxième jet-ambulance du type LearJet 35A (LX-LAR) pour les rapatriements de n’importe où dans le monde. Le LX-LAR remplace la King Air B200 immatriculée LX-DUC.
26 décembre 2003
À la demande du ministère des Affaires étrangères luxembourgeois / «Direction de la Coopération au Développement», Air Rescue se déplace avec ses 2 LearJets à Bam (Iran). En collaboration avec la section canine de la Croix-Rouge luxembourgeoise, Luxembourg Air Rescue offre de l’aide humanitaire après un tremblement de terre faisant plus de 80 000 victimes. Dorénavant, les missions humanitaires comptent parmi les types d’interventions d’Air Rescue et ainsi suivront deux autres missions dans des régions sinistrées l’année suivante.
Février 2004
Par le biais d’un jet-ambulance, Air Rescue amène de l’aide au Maroc après un tremblement de terre.
27 mai 2004
Début de la construction d'un nouveau hangar à Ettelbruck.
Janvier 2005
À la suite de la catastrophe du tsunami en Indonésie, Air Rescue amène une de ses propres équipes médicales dans la région dévastée par le raz-de-marée pour y apporter de l’aide.
Mars 2005
Inauguration du nouveau hangar à Ettelbruck où dorénavant l’hélicoptère «Air Rescue 2» trouve son abri. En augmentant non seulement la disponibilité de l’hélicoptère de sauvetage dans la région de l’Oesling, les frais pour les vols de stationnement de et vers la base du Findel sont supprimés et le bruit pour les riverains est réduit de 40 %.   
Mars 2005
Aide transfrontalière: extension de la flotte par un 4e hélicoptère. En cas d’urgence, il n’y a plus de frontières: par le biais d’un contrat entre les ministères de l’Intérieur de la Rhénanie-Palatinat et de la Sarre, Air Rescue est dorénavant rattachée au système d’urgence de ces deux «Länder». Depuis, l’hélicoptère d’Air Rescue effectue tous les jours, à partir du Findel, des missions dans la zone frontalière allemande. Les coûts liés à ces missions sont pris en charge par les caisses de maladie allemandes.
Octobre 2005
La mission humanitaire la plus longue dans l’histoire d’Air Rescue est réalisée dans la région du Cachemire au Pakistan touchée par un tremblement de terre: Durant 3 mois, 925 missions ont été effectuées en hélicoptère, lors desquelles 2.112 patients et 20 tonnes de biens ont été transportés.
Juillet 2006
Élargissement de la flotte par un «Double-Stretcher LearJet 35A» (LX-TWO), permettant le transport simultané de deux patients.
Novembre 2006
L’hélicoptère Luxembourg Air Rescue est l’hélicoptère de sauvetage officiel pour le sommet de l’OTAN à Riga. Les frais de cette mission sont intégralement pris en charge par l’État Luxembourgeois.
Octobre 2007
En vertu d’un appel d’offres européen remporté, Air Rescue est mandaté exclusivement au transport d’organes pour les Hôpitaux Universitaires de Strasbourg.
Juillet 2008
Air Rescue élargit ses transports d’organes sur la région du Nord-Est de la France et de la Suisse en collaboration avec France Transplant.
Avril 2009
Le Ministère de Transports met à disposition d’Air Rescue un hangar additionnel sur le site actuel. Ce hangar, nécessaire de manière urgente pour mettre le matériel technique sensible des jets-ambulances et hélicoptères à l’abri, ne présente qu’une solution provisoire et transitoire.
29 avril 2009
Expansion de la flotte LAR par un Cessna 510 Citation Mustang. Cet avion est avant tout utilisé pour le transport d’organes et ses équipes. Le Mustang offre l’avantage de nécessiter une piste d’atterrissage très courte et peut relier des aéroports régionaux ou de petits aérodromes.
Juin 2009
Renouvellement du certificat ISO 9001:2008 pour tous les domaines d’activités LAR.
9 septembre 2009
Luxembourg Air Rescue obtient l’autorisation officielle pour faire l’entretien de sa propre flotte d’hélicoptères. Les travaux de maintenance peuvent ainsi être exécutés de manière plus rapide et flexible.
Décembre 2009
Dans le cadre d’une réglementation de l’EASA, qui stipule que tous les hélicoptères qui volent sur des missions HEMS doivent, fin 2009, correspondre à la classe de performance la plus élevée en aviation civile, LAR doit investir afin d’adapter ses hélicoptères MD 900 ultramodernes aux dernières exigences. Cet upgrade du type MD900 au MD902 inclut le montage de réacteurs plus performants et de réservoirs séparés. Cette adaptation est obligatoire afin de rester conforme aux directives européennes.
5 mars 2010
Première mission effectuée avec le cinquième hélicoptère LAR. L’hélicoptère de type MD902 immatriculé LX-HAR complète la flotte héliportée LAR.
Mars/Avril 2010
Dans le cadre d’un programme de formation durant 6 semaines, LAR envoie un de ses hélicoptères en Autriche. Sur place, les pilotes LAR prennent en charge la formation des pilotes de l’organisation du sauvetage aérien Heli Austria pour le type d’hélicoptère MD902. Le fait que LAR a été sollicitée par ses collègues d’Autriche est une preuve de la reconnaissance dont LAR jouit sur la scène internationale.
Juin 2010
A l’occasion de la fête nationale du Luxembourg, LAR participe pour la première fois à la parade militaire traditionnelle. Trois hélicoptères de sauvetage survolent l’Avenue de la Liberté lors de la partie civile de la parade.
18 juillet 2010
En collaboration avec le ministère de l’Intérieur, LAR étend son champ d’action par la mise en service du Bambi Bucket, un réservoir d’eau pour l’extinction de feux attaché en dessous de l’hélicoptère. À l’aide de ce Bambi Bucket, des grands incendies ou des feux de bois, difficilement accessibles par les pompiers, peuvent être éteints.
Février 2011
Après une longue phase de préparation, la coopération entre l’organisation canadienne de sauvetage aérien Skyservice Air Ambulance et l’European Air Ambulance EAA (une GEIE entre LAR et DRF Luftrettung) a été officiellement présentée. Grâce à cette coopération, les rapatriements, appelés wing-to-wing, vers et au départ des États-Unis et l’Amérique Centrale pourront se faire de manière beaucoup plus rapide et effective.
Un transfert wing-to-wing prévoit qu’un patient soit transporté par exemple de Cuba vers Montréal ou Goose Bay par Sky Service et en même temps un jet-ambulance entièrement équipé en station de soins intensifs d’EAA décolle de l’Europe en direction du Canada pour y faire un transfert du patient à l’aéroport, sans qu’il y ait une interruption des soins et sans perte de temps. Une telle coopération a déjà été réalisée en 2009 avec RMSI, qui s’est spécialisée dans l’évacuation de patients de régions de crises. RMSI se charge de stabiliser les patients dans la région pour ensuite les évacuer en avion sanitaire vers l’aéroport internationale le plus proche et sécurisé. Depuis cet aéroport, EAA s’occupe de la poursuite de la prise en charge et du rapatriement du patient sous conditions de soins optimales.
1er mai 2011
Le premier des deux nouveaux avions atterrit à l’aéroport du Findel. Le LearJet 45XR fait partie des jets technologiquement les plus avancés de sa catégorie et a une autonomie de vol élevée à consommation réduite. En plus, le LearJet 45XR a convaincu par sa vitesse tout en se contentant d’une piste d’atterrissage plutôt courte.

En collaboration avec un spécialiste autrichien un système de transport de patients innovateur et unique a été développé qui n’est pas seulement conforme aux hautes exigences de qualité de la LAR, mais qui offre aussi la possibilité d’adapter rapidement l’espace intérieur aux tâches et missions individuelles et multiples d’une organisation moderne de sauvetage aérien.
17 novembre 2011
Les deux nouveaux jets-ambulances de LAR sont officiellement présentés au public luxembourgeois. Avec la restructuration de la flotte d’avions, LAR prend en compte les développements technologiques dans l’aviation des dernières années et commence véritablement une nouvelle ère dans l’aviation sanitaire.
Juin 2012
Pour la troisième fois depuis 2002, LAR s’est octroyée un audit complet de toutes ses activités et a reçu le label de qualité ISO 9001 pour trois années supplémentaires. Ce contrôle continu de «European Society for Certification of Management Systems (ESCM)» permet non seulement de garder le niveau de qualité de LAR mais également de l’améliorer de façon continue.
5 juin 2012
Dans le cadre du changement et de l’homogénéisation de la flotte LAR, le Cessna 510 Citation Mustang quitte la flotte.
13 novembre 2012
Luxembourg Air Rescue fête son 185.000e membre. Environ 60 % de la population luxembourgeoise soutiennent l’aide salvatrice par les airs. René Closter, Président de LAR insiste: «Le fait que LAR existe est dû en majeure partie grâce au soutien de nos membres, qui sont notre raison d’être. Sans la confiance de la population, cette grande communauté de solidarité et les cotisations des membres, l’aide rapide et salvatrice par les airs ne pourrait pas être garantie.»
1er janvier 2013
Luxembourg Air Ambulance, filiale à 100 % de Luxembourg Air Rescue, devient, ensemble avec un partenaire, en France transporteur exclusif d’équipes d’organes pour tous les centres de transplantation en France sauf Paris. Dans le cadre de la centralisation des transports d’organes, Luxembourg Air Rescue a, ensemble avec ce partenaire, remporté l’offre publique pour la mise à disposition d’un centre d’alerte centralisé et l’exécution des transports d’organes. Depuis le 1er janvier 2013 tous les transports d’organes pour les centres de transplantation en France, sauf ceux de Paris, sont coordonnés et exécutés via le LAR Luxembourg Control Center. Environ 1.300 missions sont opérées par an.
18 avril 2013
LAR fête son 25e anniversaire. Dans ce contexte, LAR a offre un voyage exclusif en collaboration avec Luxair à ses membres. Elle a invité la presse de se rendre à l’aéroport Findel le 18 avril. Le 12 juin, de nombreux invités et collaborateurs ont assisté à une séance académique. Le Grand-Duc Henri et la Grande-Duchesse Maria Teresa ont également participé à cette séance académique à la Philharmonie Luxembourg afin de féliciter LAR pour ses 25 ans d’activités salvatrices.
12 juin 2014
En présence du ministre Bausch, René Closter, CEO et Président de Luxembourg Air Rescue, a posé la première pierre symbolique du nouvel immeuble LAR au Findel. L’hébergement temporaire des employés LAR au sein des containeurs et tentes prendra sa fin après une phase de construction de 15 mois. Le nouveau bâtiment fonctionnel contiendra deux hangars, la centrale d’alerte ultramoderne, ainsi qu’un nouveau hangar de maintenance. En tant que MDHI Service Center, LAR pourra effectuer l’intégralité des travaux de maintenance de sa flotte d’hélicoptère de sauvetage en interne, réalisant ainsi des économies importantes en n’ayant plus besoin de transférer les hélicoptères en Angleterre pour des travaux d’envergure majeure. Regroupant les équipages et employés, ce nouveau bâtiment va finalement créer des conditions de travail optimales en disposant d’une infrastructure adéquate et nécessaire afin de réaliser la mission salvatrice LAR au quotidien.
8 décembre 2014
En matinée du 8 décembre 2014, le LearJet 45XR récemment acquis par Luxembourg Air Rescue, a atterri à l’aéroport du Findel. En vue d’un élargissement des activités LAR, l’expansion de la flotte à cinq jets-ambulances est devenue nécessaire. Après le revêtement dans les couleurs LAR ainsi que l’achèvement des procédures d’autorisation par la DAC (Direction de l’Aviation Civile), le nouveau jet avec l’immatriculation LX-ONE effectue des vols de rapatriement de patients depuis le 22 janvier 2015.
10 février 2015
Prête à relever des nouveaux défis: LAR met en service un nouvel équipement pour le transport de patients hautement infectieux. Le module d’évacuation, en bref Medevac, permet par exemple de transporter des patients Ebola de manière sécurisée, sans que l’équipage ou l’aéronef ne soient en contact avec les agents pathogènes. Le développement de cette station d’isolation pour le jet-ambulance du type LearJet 45 XR a pris plusieurs mois, en considérant toutes les exigences aussi bien médicales qu’aéronautiques. De plus, les pilotes, médecins, infirmiers et le personal au sol ont dû suivre des formations intensives, réalisées en collaboration avec Médecins Sans Frontières.
Lors de la présentation officielle du module le 10 février 2015, Monsieur le Ministre Dan Kersch ainsi que des délégués de l’Organisation mondiale de la Santé, du Haut- Commissariat à la Protection Nationale, de l’Administration des Services de Secours et du US-State-Department ont été présents.
Cet équipement spécial était acquis à la demande du gouvernement luxembourgeois dans le cadre d’un projet de la Commission européenne. L’intégralité des coûts a été prise en charge par des fonds publics.
21 mai 2015
Le 21 mai Luxembourg Air Rescue fête dix ans de coopération transfrontalière entre le Luxembourg, la Sarre et la Rhénanie-Palatinat. La festivité en présence du Ministre de l’Intérieur Dan Kersch, du Ministre de l’Intérieur de la Sarre, Klaus Bouillon, et du Directeur général au Ministère de la Rhénanie-Palatinat, Randolf Stich, a eu lieu à Nittel, au même endroit historique où les contrats ont été signés il y a dix ans. Au début opérant 2 missions par jour, Air Rescue 3, qui est rattaché au centre d’alerte 112 de Trèves, vole aujourd’hui environ 1.000 interventions par an.
Juin 2015
Pour la quatrième fois depuis 2002, LAR est vérifié dans tous ses domaines et reçoit le label de qualité ISO 9001 pour 3 ans. Ce contrôle régulier par l’«European Society for Certification of Management Systems» (ESCM) contribue non seulement à maintenir un niveau de qualité élevé pour LAR mais l’améliore de façon continue.
30 septembre 2015
La Fondation pour le Développement de la Coopération Allemagne-Luxembourg dans le Domaine des Sciences attribue le «Stiftungspreis» en 2015 à M. René Closter le 30 septembre en reconnaissance et hommage pour son travail scientifique au sens de l’objet de l’institution.
Septembre 2015
En septembre, LAR obtient l’autorisation d’effectuer la «base maintenance» de leurs hélicoptères de sauvetage, également appelés entretien annuel ou périodique, car cette révision doit se faire une fois par an. À ce jour, cette inspection a été effectuée dans des «centres de services de MDHI» en Allemagne, en Angleterre et plus récemment en Belgique. Dû à ce transport à l’étranger, les coûts qui étaient liés à cette inspection allaient au-delà des coûts de maintenance purs - du transport de l’hélicoptère jusqu’à l’hébergement de l’équipage. Etant donné que les techniciens de LAR peuvent dorénavant effectuer cette inspection annuelle des hélicoptères de LAR sur place dans le propre hangar, les travaux d’entretien deviennent plus effectifs en termes de coûts. Et ceci est seulement l’un de nombreux avantages qui viennent avec cette autorisation. Par exemple, elle implique aussi un gain de temps significatif. Jusqu’à présent il s’ajoutait encore le temps de transport à la durée de la «base maintenance», qui est de quatre à cinq semaines à la règle. A cela se rajoutaient souvent des délais en raison des conditions météorologiques. Pour ces raisons, l’objectif de LAR était toujours de pouvoir réaliser ces entretiens annuels des hélicoptères par sa propre main d’oeuvre et in-house.
20 avril 2016
Après une phase de construction d’un peu plus d’un an Luxembourg Air Rescue a emménagé dans son nouveau bâtiment à l’aéroport de Luxembourg-Findel. Mercredi 20 avril 2016, le personnel de LAR célèbre ensemble avec ses invités l’ouverture officielle en présence de Son Altesse Royale le Grand-Duc Henri. Parmi les nouvelles infrastructures se trouvent: trois hangars d’une surface de 3.600 m² pour héberger la flotte de LAR, 3.500 m² de bureaux comprenant une centrale d’alerte ultra-moderne et des salles de formation innovantes.
1er octobre 2016
Depuis le 1er janvier 2013 tous les transports d’organes pour les centres de transplantation en France, sauf ceux de Paris, sont coordonnés et exécutés via le LAR Luxembourg Control Center. En octobre 2016, le contrat existant est amendé. Jusqu’à présent, l’avion de LAR basé au Luxembourg et affecté au transport d’organes opérait surtout de nuit. Depuis le 1er octobre 2016, un avion est opérable 24h/7. Par cette plage horaire supplémentaire de jour LAR et son client répondent à l’accroissement d’activité du transport d’organes en France principalement de jour.
3 novembre 2016
Le 3 novembre Luxembourg Air Rescue obtient une reconnaissance mondiale pour son travail professionnel et compétent dans le domaine du sauvetage aérien et le rapatriement de patients à bord d'avions sanitaires. European Air Ambulance (EAA), l’entité de LAR responsable pour la commercialisation des rapatriements de patients à des tiers commerciaux (assurances, assistance) dans le monde entier, remporte lors de la conférence mondiale annuelle du «International Travel & Health Journal» (ITIJ) à Berlin le prix du meilleur fournisseur d’ambulance aérienne dans le monde. Ce prix est décerné aux organisations qui ont apporté une contribution exceptionnelle dans le secteur du rapatriement de patients dans le monde entier au cours des 12 derniers mois. Parmi toutes les ambulances aériennes opérant dans le monde entier quatre fournisseurs de renommée internationale ont été désignés comme finalistes pour ce prix.
1er décembre 2016
Début décembre, le nouvel jet-ambulance de Luxembourg Air Rescue du type LearJet 45XR avec l’immatriculation LX-RSQ atterrit à l’aéroport du Findel. Il prend la place du LearJet 35A récemment vendu. Ainsi, LAR dispose de quatre jets-ambulances du type LearJet 45XR. Dans le cadre de la restructuration de la flotte commencé en 2011, LAR échange ses LearJet 35A contre de plus nouveaux jets-ambulances. L’objectif est que le dernière LearJet 35A quitte la flotte de LAR au cours de l’année suivante. La flotte de LAR serait donc dans une comparaison mondiale une des plus jeunes.
Février 2017
Le dernier LearJet 35A quitte la flotte de LAR et est remplacé par un LearJet 45XR. Ce faisant, la restructuration de la flotte est terminée. LAR dispose désormais de 5 LearJet 45XR.
Mai 2018
Trois décennies se sont déjà écoulées depuis que la Luxembourg Air Rescue a été créée par une poignée d’amateurs. Les employés LAR ont célébré cet anniversaire le 31 mai 2018 avec leurs invités en présence de Leurs Altesses Royales le Grand-Duc et la Grande-Duchesse de Luxembourg.
Outre que les ambassadeurs de Belgique, Grande Bretagne, Grèce, France, Allemagne et des Pays-Bas, de nombreuses personnalités politiques du Luxembourg et de la Grande Région figurent parmi les invités de cette fête à l’aéroport Findel.
30 juillet 2019
Un sixième Learjet 45XR vient renforcer la flotte de jets-ambulances du groupe LAR.
Immatriculé « LX TWO », l’appareil a été accueilli sur le tarmac du Findel par les pompiers de l’aéroport qui l'ont baptisé de leur canon à eau, comme le veut la tradition.
Avec l'entrée en service d'un LearJet 45XR supplémentaire, la flotte de  Luxembourg Air Rescue se compose de six hélicoptères MD902 et de six Learjet 45XR.
28 mars 2020
COVID-19 :
Avec ses jets-ambulances et ses deux hélicoptères, LAR a été intégré dans le système d'urgence du SAMU français (Service d'aide médicale urgente) à la demande du gouvernement français.
Ainsi, LAR a transporté par avion deux patients COVID-19 de la region Grand-Est à Hambourg. Les vols de sauvetage ont été effectués avec des jets-ambulances (Learjet 45XR) de LAR. Peu avant, des hélicoptères de sauvetage LAR ont déjà transporté des patients COVID-19 de la France au Luxembourg sur ordre du gouvernement luxembourgeois.
1er avril 2020
Depuis le 1er avril 2020, une cinquième unité du SAMU (Service d'aide médicale urgente) est opérationnelle au Findel.
En coopération avec le Ministère de l'Intérieur et le CGDIS (Corps Grand-Ducal Incendie & Secours), l'équipe médicale d'urgence peut partir vers des missions. L'équipe du SAMU est composée de professionnels de LAR sous la direction du CGDIS : pilote, médecin urgentiste et infirmier spécialisé en anesthésie et réanimation.
Des autres unités du SAMU sont situées à Luxembourg-ville, à Ettelbrück (avec l'hélicoptère LAR), à Esch/Alzette et à Hesperingen. Avec le 5e SAMU au Findel, la couverture territoriale du Luxembourg a été optimisée.
21 mai 2020
Sur demande du centre d’alerte 112 de Trèves, l’hélicoptère de sauvetage AR3, stationné au Findel, effectue plus de 1.100 missions de sauvetage par an dans les régions de la Sarre et de la RhénaniePalatinat.
Juin 2020
Une formation continue régulière est essentielle pour LAR. Plusieurs employés LAR ont été formés avec succès en tant qu’instructeurs pour les opérations spéciales avec le treuil. Des experts d’une entreprise hautement spécialisée ont fait le voyage depuis le Canada pour les former selon le principe « Train the Trainer ». Il y a toujours des interventions où les patients se trouvent dans des situations difficiles d’accès. L’utilisation d’un hélicoptère avec un treuil de sauvetage peut être une bonne possibilité pour un sauvetage rapide et en douceur à partir d’endroits exposés. Dorénavant, les instructeurs transmettront leurs connaissances aux autres secouristes.
Juillet 2020
La solidarité en cette période de crise sanitaire inédite a porté ses fruits. Tout juste huit semaines après son appel aux dons, LAR a réussi à récolter les fonds nécessaires pour financer son EpiShuttle, destiné au transport rapide et sécurisé de patients contagieux.
Deux « Isolation Chambers » supplémentaires ont également été achetées pour le transport de patients hautement infectieux dans le Learjet. Cet équipement a été financé avec l’aimable soutien de la Fondation COVID-19, sous l’égide de la Fondation de Luxembourg.
Depuis le début de la pandémie, LAR a transporté un grand nombre de patients COVID-19, endéans et en dehors des frontières luxembourgeoises, grâce à une solidarité et une cohésion transfrontalière sans précédent.
16 décembre 2020
Le Prix De Gaulle-Adenauer 2020 a été décerné à Luxembourg Air Rescue, ainsi qu’à la DRF Luftrettung en récompense de leurs performances transfrontalières exceptionnelles dans le cadre de la crise de la COVID-19. Le jury a tenu à rendre hommage au grand professionnalisme et à la solidarité dont ont fait preuve les deux organisations lors des transports de patients français souffrant de la COVID-19 vers les hôpitaux allemands et vice-versa, soulignant ainsi ce symbole particulier d’entraide entre voisins européens.

## Activité

### Aide internationale

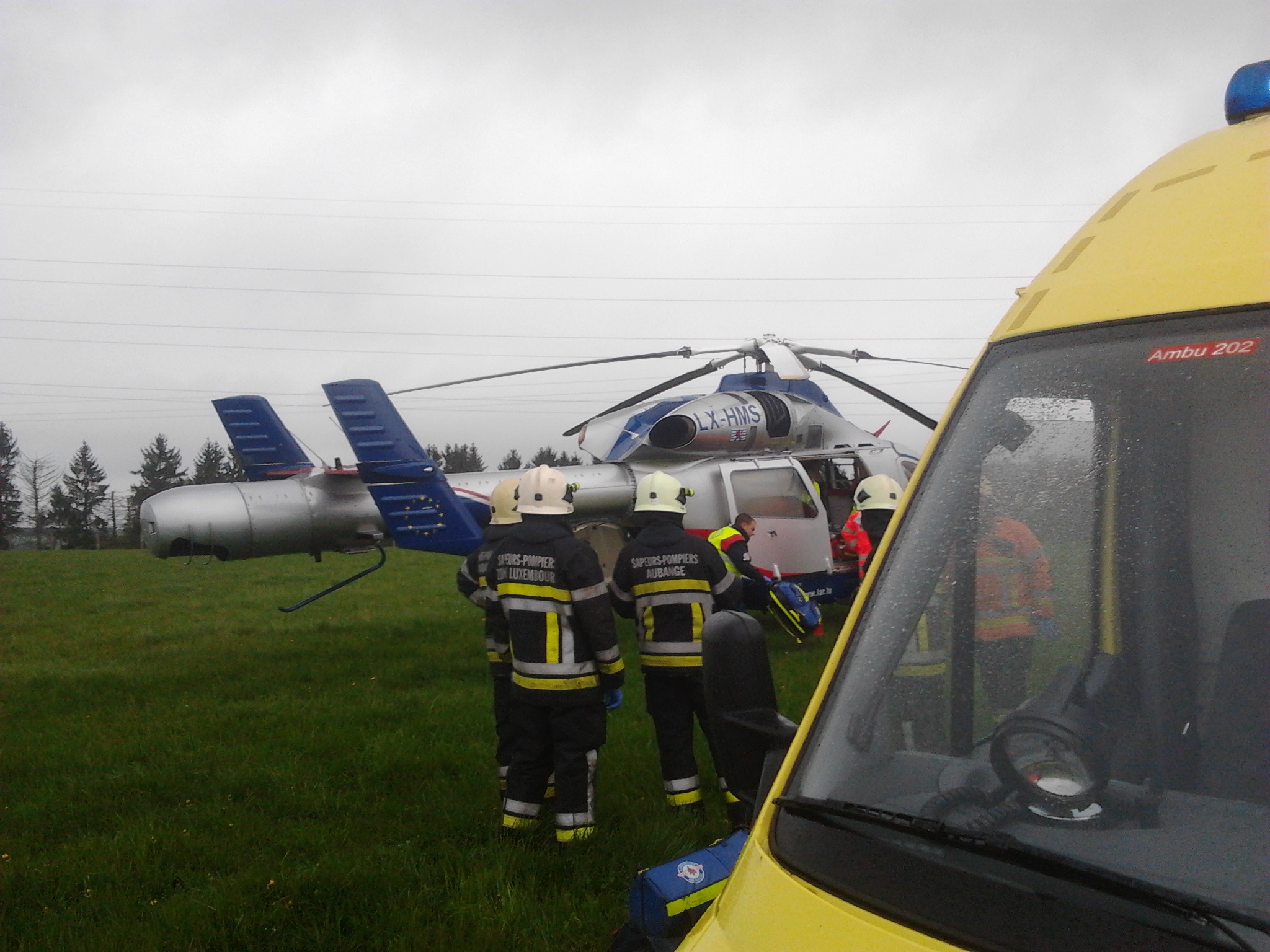
Un MD-902 du Luxembourg Air Rescue en intervention en Belgique avec la zone de secours Luxembourg en 2016.

- Le 24 juin 2024 un hélicoptère du Luxembourg Air Rescue est engagé à la demande des pompiers de Liège, en Belgique lors d'un incendie dans la tour Kennedy, haute de 85 mètres. Conjointement avec les NH-90 de la composante air de l'armée belge y effectuent quinze sauvetages aériens par hélitreuillage[8].

### Transports d’organes
En 2007 le Luxembourg Air Rescue a remporté un appel d'offres européen pour le transport exclusif d'organes pour la France. Depuis lors, le LAR réalise avec succès cette tâche avec ses avions et effectue notamment durant la nuit, des vols transportant des organes qui vont sauver des vies.

### Missions humanitaires

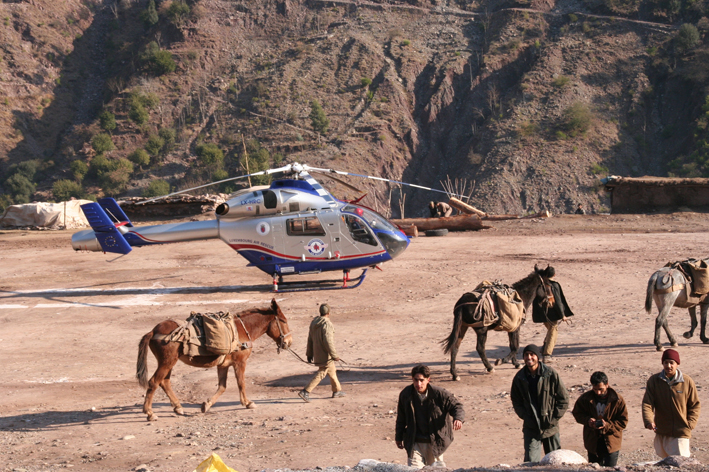
Mission humanitaire Pakistan

Le Luxembourg Air Rescue participe à l'aide apportée à des opérations de sauvetage en collaboration avec le gouvernement luxembourgeois, l'OTAN et l'ONU.